# 桑索斯
桑索斯（呂基亞語：Arñna；拉丁語：Xanthus；土耳其語：Ksantos），是古代呂基亞的一個城市，遺址位於今土耳其安塔利亞省的奇尼克。當地的葬殡艺术遗址非常有代表性，它反映了呂基亚传统与希腊文化影响的交融，很多古老的碑文现在是研究印欧语系以及呂基亚人历史的重要参考。桑索斯同时也是莱克伊亚地区最大的宗教中心和商业中心，这里在罗马时代和拜占庭帝国时代建造了很多非常重要的建筑物。